# Mehdi Zerkane
Mehdi Zerkane (en arabe : مهدي زرقان), né le 15 juillet 1999 à Montluçon, est un footballeur international algérien évoluant au poste de milieu offensif.

## Biographie

### En club

#### Formation à l'AS Monaco
Mehdi Zerkane naît à Clermont-Ferrand (Puy-de-Dôme), de père algérien (originaire de Tébessa) et de mère marocaine.
Il commence le football à l'âge de cinq ans à l'EDS Montluçon où il reste jusqu’à ses onze ans. Il intègre ensuite le CREPS (pôle espoir) à Vichy où l'Olympique lyonnais, l'Olympique de Marseille et d'autres grands clubs français viennent le superviser, ainsi que le club londonien de Chelsea qui l’invite à participer à un tournoi où il affronte notamment les jeunes de Manchester City et Liverpool, à l'issue duquel il décline une offre des Blues, déclarant : « Mon père ne voulait pas forcément que je parte à l’étranger, il préférait que j’intègre d’abord un club français. J’étais jeune, il me fallait de la stabilité. ».
À 12 ans, il est invité par le recruteur français du FC Barcelone à passer quelques jours à la Masia ainsi que par Zinédine Zidane pour un essai au Real Madrid. Essais concluants, mais son père s'inquiète des affaires de transferts de joueurs mineurs et préfère que Mehdi reste en France.
Le 14 septembre 2016, il joue son premier match dans cette compétition face aux jeunes de Tottenham Hotspur. Il rentre à seulement six minutes de la fin du match en remplaçant Irvin Cardona, défaite 3-2. Il côtoie Kylian Mbappé, alors fleuron de la formation monégasque. Cependant contrairement à celui-ci, il ne sera pas surclassé.
Au total, avec l’équipe réserve monégasque, il aura joué 12 matchs, pour 4 buts inscrits et 2 passes décisives.

#### Girondins de Bordeaux
Son contrat arrivé à son terme avec l'AS Monaco, Mehdi Zerkane rejoint en 2019 les Girondins de Bordeaux, dont il intègre d’abord l’équipe réserve dont il est nommé capitaine. En novembre 2019, l’entraîneur de l’équipe première Paulo Sousa le retient dans le groupe professionnel. Pour son premier match de Ligue 1 sur le banc, il retrouve l’AS Monaco.
En début de saison 2020-2021, il prolonge son contrat de 4 ans avec les Bordelais. Sous la direction de Jean-Louis Gasset, après de très bonnes prestations lors des matchs de préparation estivale de la saison 2020-2021, Mehdi Zerkane gagne sa place de titulaire le 21 août, dès l'ouverture de la Ligue 1 face au FC Nantes, mais se fait expulser après 20 minutes de jeu,, ce qui lui vaut deux matchs de suspension. De plus, le lendemain, il se blesse à la cheville, ce qui le tient écarté des terrains jusqu'en octobre.

#### Prêt en Grèce
Le 5 septembre 2022 soit 10 jours avant la fermeture du mercato Grec, il est prêté au club de l'OFI Crète. 
Après un prêt non concluant en Grèce (de septembre à octobre 2022) le club des Girondins de Bordeaux et Mehdi Zerkane ont trouvé un accord pour résilier son contrat. 

### Carrière internationale
Mehdi Zerkane avait le choix entre trois sélections, l’Algérie, la France ou le Maroc. D'après son père, la Fédération royale marocaine de football envisageait de le convoquer en sélection marocaine. En octobre 2020, il est convoqué pour la première fois avec les Fennecs de Djamel Belmadi pour disputer les matchs du mois d’octobre face au Nigeria et au Mexique. Il déclare : « L’Algérie est un rêve de gosse, et je ne dis pas ça car la France ne m’a pas appelé. Dès l’âge de 8-9 ans, quand je voyais l’Algérie jouer, j’avais des frissons. C’est le pays avec qui je veux jouer, et avec qui j’ai envie de gagner des titres. ».
Le 12 novembre 2020, il honore sa première sélection en remplaçant Sofiane Feghouli à la 76e minute face au Zimbabwe (victoire 3-1).

## Statistiques

### Statistiques détaillées
| Saison                | Club                  | Championnat           | Championnat | Championnat | Championnat | Coupe(s) nationale(s) | Coupe(s) nationale(s) | Coupe(s) nationale(s) | Compétition(s) continentale(s) | Compétition(s) continentale(s) | Compétition(s) continentale(s) | Compétition(s) continentale(s) | Algérie | Algérie | Algérie | Total | Total | Total |
| Saison                | Club                  | Division              | M.          | B.          | P.d.        | M.                    | B.                    | P.d.                  | Comp.                          | M.                             | B.                             | P.d.                           | M.      | B.      | P.d.    | M.    | B.    | P.d.  |
| 2020-2021             | Girondins de Bordeaux | Ligue 1               | 27          | 1           | 1           | 1                     | 0                     | 0                     | -                              | -                              | -                              | -                              | 1       | 0       | 0       | 29    | 1     | 1     |
| 2021-2022             | Girondins de Bordeaux | Ligue 1               | 6           | 0           | 0           | -                     | -                     | -                     | -                              | -                              | -                              | -                              | -       | -       | -       | 6     | 0     | 0     |
| Total sur la carrière | Total sur la carrière | Total sur la carrière | 33          | 1           | 1           | 1                     | 0                     | 0                     | -                              | 0                              | 0                              | 0                              | 1       | 0       | 0       | 35    | 1     | 1     |

### En sélection nationale
| Saison                | Sélection             | Phases finales        | Phases finales | Phases finales | Phases finales | Éliminatoires | Éliminatoires | Éliminatoires | Matchs amicaux | Matchs amicaux | Matchs amicaux | Total | Total | Total |
| Saison                | Sélection             | Compétition           | M              | B              | Pd             | M             | B             | Pd            | M              | B              | Pd             | M     | B     | Pd    |
| --------------------- | --------------------- | --------------------- | -------------- | -------------- | -------------- | ------------- | ------------- | ------------- | -------------- | -------------- | -------------- | ----- | ----- | ----- |
| 2020-2021             | Algérie               | -                     | -              | -              | -              | 1             | 0             | 0             | 0              | 0              | 0              | 1     | 0     | 0     |
| Total sur la carrière | Total sur la carrière | Total sur la carrière | 0              | 0              | 0              | 1             | 0             | 0             | 0              | 0              | 0              | 1     | 0     | 0     |

### En équipe d’Algérie

#### Matchs internationaux
Le tableau suivant liste les rencontres de l’équipe d’Algérie dans lesquelles Mehdi Zerkane a été sélectionné depuis le 12 novembre 2020 jusqu’à présent.

### Documentaires et interviews
- [vidéo] Dans les pas de Mehdi Zerkane, Girondins de Bordeaux, 2020[18]

### Sources
- Silvestro De Caro, « Bordeaux : Mehdi Zerkane, portrait d’un prodige qui n’a plus de temps à perdre », beIN SPORTS,‎ 2 octobre 2020 (lire en ligne)
- Sébastien Buron, « Mehdi Zerkane (Bordeaux) : « Le club me fait confiance » », L'Équipe,‎ 30 octobre 2020 (lire en ligne)

 : document utilisé comme source pour la rédaction de cet article.

### Citations
1. ↑  « Je passe un an dans la même chambre que Kylian Mbappé. Tous les deux, on était dans le collimateur de Bruno Irles, qui ne nous faisait pas jouer. Kylian est ensuite passé en CFA avec Souleymane Cissé. Je n’ai jamais été surclassé contrairement à lui. Aujourd’hui, on n’est plus aussi proches qu’avant. »— Mehdi Zerkane[3].
2. ↑  « Lors du match face à Reims, le défenseur marocain Yunis Abdelhamid a informé les Girondins que Mehdi était suivi par le Maroc et qu’il allait être très prochainement convoqué. Mais Mehdi c’est l’Algérie depuis qu’il est tout petit. »— Le père de Mehdi Zerkane[2].